# Шваби (Логойський район)
Шваби — (біл. вёска Швабы), село (веска) в складі Логойського району розташоване в Мінській області Білорусі, адміністративний центр Швабської сільської ради.
Село Шваби розташоване в центральних районах Білорусі, в північній частині Мінської області - орієнтовне розташування [Архівовано 11 червня 2020 у Wayback Machine.].